# 赫尔曼·克里拜尔
赫尔曼·克里拜尔 （Hermann Kriebel，1876年1月20日—1941年2月16日）是德国军官、外交官。
赫尔曼·克里拜尔早年参加过对中国清朝的八国联军之役和第一次世界大战。一战结束后，时任德国代表团成员，与协约国最高统帅部签订停战协定。战后成为巴伐利亚军事组织首领，参加了慕尼黑啤酒馆暴动，結果与阿道夫·希特勒一起被捕。1929年春赴中華民國任军事总顾问，协助蒋介石草拟各项作战计划与指挥作战。后因与蒋介石有所矛盾，于1930年5月被解职。1934年任德国驻上海总领事至1938年。1941年因病在慕尼黑去世。

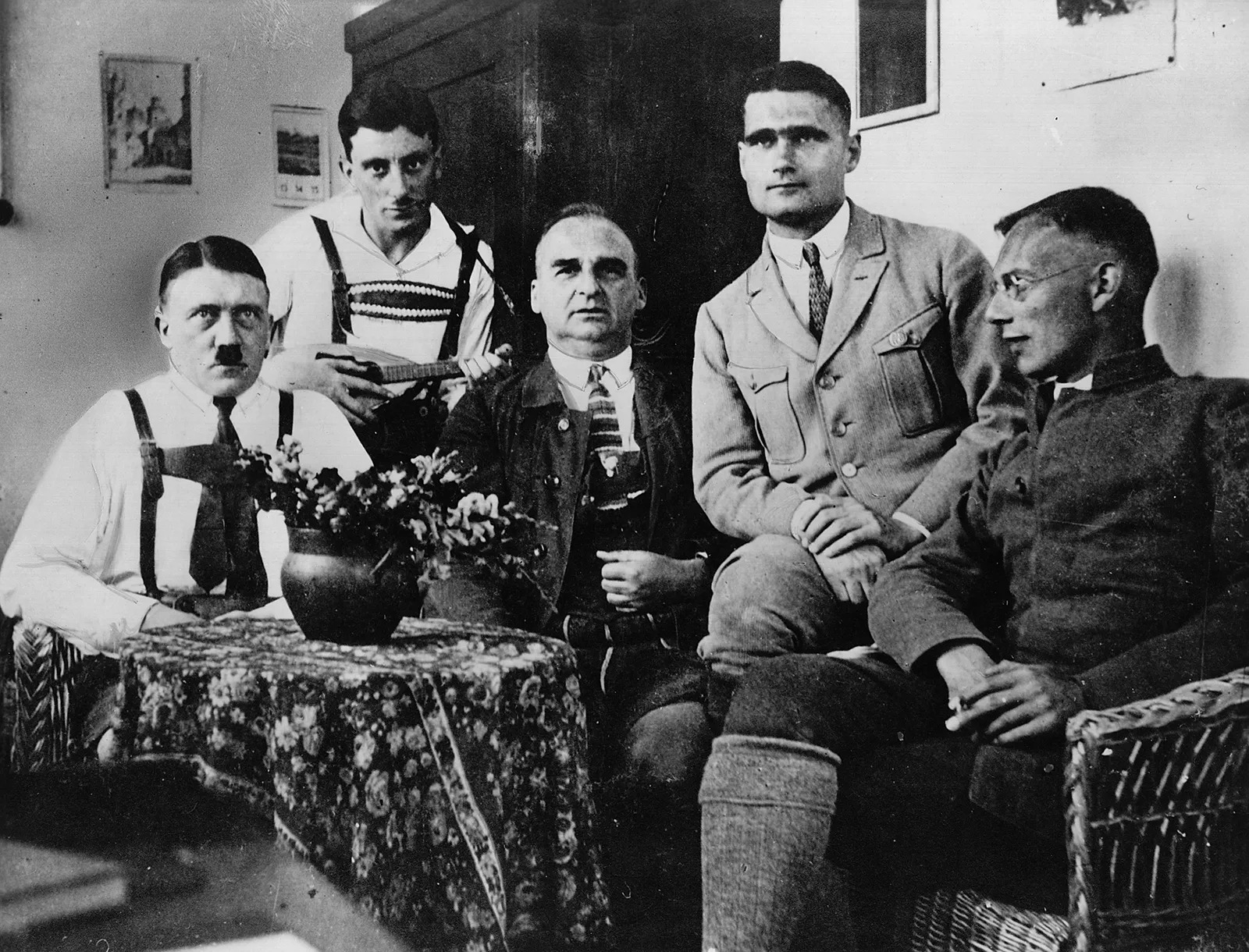
1924年，关押在兰茨贝格监狱的啤酒馆政变重要参与者。从左到右为阿道夫·希特勒、埃米尔·莫里斯、赫尔曼·克里拜尔（中间位）、鲁道夫·赫斯、弗里德里希·韦伯